# 1988-as UEFA-szuperkupa
Az 1988-as UEFA-szuperkupa a 13. európai labdarúgó-szuperkupa volt. A két mérkőzésen az 1987–1988-as bajnokcsapatok Európa-kupája-győztes holland PSV Eindhoven és az 1987–1988-as kupagyőztesek Európa-kupája-győztes belga KV Mechelen játszott.
Az első mérkőzést a Mechelen hazai pályán 3–0-ra nyerte. A visszavágón az Eindhoven csak 1–0-ra tudott nyerni, így a belga csapat nyerte a szuperkupát.

## Eredmények

### Első mérkőzés
| 1989. február 1. |

| KV Mechelen                 | 3–0   | PSV Eindhoven |
| --------------------------- | ----- | ------------- |
| Bosman 16' 50' De Wilde 17' | (2–0) |               |

| Argosstadion Achter de Kazerne, Mechelen Nézőszám: 7000 |

### Második mérkőzés
| 1989. február 8. |

| PSV Eindhoven | 1–0   | KV Mechelen |
| ------------- | ----- | ----------- |
| Gillhaus 78'  | (0–0) |             |

| Philips Stadion, Eindhoven Nézőszám: 17 100 |

A szuperkupát a KV Mechelen nyerte 3–1-es összesítéssel.
| Az 1988-as UEFA-szuperkupa győztese |
| ----------------------------------- |
| KV Mechelen 1. cím                  |

## Lásd még
- 1987–1988-as bajnokcsapatok Európa-kupája
- 1987–1988-as kupagyőztesek Európa-kupája